# Rhipidoglossum densiflorum
Rhipidoglossum densiflorum é uma espécie de orquídea, família Orchidaceae, que existe em oito países da África tropical. Trata-se de planta epífita, monopodial  com caule que mede pelo menos vinte centímetros de comprimento e tem folhas alternadas ao longo de todo o caule; cujas pequenas flores tem um igualmente pequeno nectário sob o labelo.

## Publicação e sinônimos
- Rhipidoglossum densiflorum Summerh., Blumea, Suppl. 1: 83 (1937).

Sinônimos homotípicos:
- Diaphananthe densiflora (Summerh.) Summerh., Kew Bull. 14: 143 (1960).